# Estadio Doce de Octubre
El Estadio Doce de Octubre está ubicado en el barrio Doce de octubre, del municipio de Tuluá (Valle del Cauca), Colombia. Fue inaugurado en 1967 y tiene capacidad para 16 000 espectadores. Actualmente el Cortuluá de la Categoría Primera A disputa sus partidos como local en este escenario deportivo, aunque en ocasiones también es utilizado para eventos masivos como conciertos, además este recinto puede ser considerado como un Estadio Olímpico debido a que incluye una Pista Atlética.

## Historia
La historia del estadio Doce de Octubre de Tuluá se remonta al año de 1958 cuando se inició su construcción. Mediante un canje de terrenos entre la Administración Municipal de ese entonces y la señora María Victoria Victoria, del Barrio El Príncipe, se consiguió el terreno. Por cuestión estratégica se determinó construir el estadio donde hoy está y su nombre, Doce de Octubre, obedece a que fue inaugurado en esa fecha, del año 1960.
El motivo de la inauguración fue el de los Primeros Juegos Departamentales del Valle. El escenario quedó en el barrio que lleva el mismo nombre.
En las temporadas 1993 y 2009 de la Categoría Primera B el equipo Cortuluá logró su ascenso a la Categoría Primera A del Fútbol Profesional Colombiano en este escenario deportivo.

## Eventos internacionales
Además de ser sede de los primeros Juegos Departamentales del Valle en el año de 1960, el Estadio Doce de Octubre albergó algunos eventos como sede alterna de los VI Juegos Panamericanos de Cali en 1971.
De igual manera repitió sede de las justas vallecaucanas en 1979 y fue sede principal del Torneo Internacional de Clubes “La Esperanza” en 1993. En ese año albergó la final del evento que se disputó entre la Selección Colombia Sub-20 que se preparaba para el Mundial de Australia y el Junior de Barranquilla. Por su gramado pasaron grandes figuras que en ese entonces no tenían los 20 años como Henry Zambrano, John Freddy Tierradentro, Oscar Restrepo, el palmirano Víctor Mafla, el ‘Rolo’ Nelson Flórez y el ‘Travieso’ Arley Betancourt.
Después de ese torneo, vino el Suramericano Sub-17 de 1993 y por su gramado desfiló nada más y nada menos que Ronaldo y la banda de Brasil.
De nuevo en el deporte local, el estadio fue sede de los Juegos Departamentales del año 2011.
Ha sido la sede natural de la Corporación Club Deportivo Tuluá (Cortuluá)desde su fundación en el año de 1967 hasta la fecha. En ese escenario se han disputado centenares de encuentros profesionales en primera división.
En el Campeonato Colombiano 2001, Cortuluá ganó el cupo para la Copa Libertadores de América de 2002 al ganar el Torneo Apertura, pero por disposiciones de la Conmebol la ciudad no pudo albergar los partidos del equipo ante River Plate, América de México ni Talleres de Córdoba.
La ciudad de Tuluá debió privarse del privilegio de atender partidos de carácter internacional debido a las deficiencias estructurales del estadio y Cortuluá disputó el torneo de clubes más importante de América en la ciudad de Pereira en el estadio Hernán Ramírez Villegas.

## Sede alterna
En tiempos recientes, la Comisión Local de Seguridad, Comodidad y Convivencia para el Fútbol ha realizado un óptimo trabajo que permitió calificar la plaza como una de las más responsables en el cumplimiento de normas a nivel nacional. Este reconocimiento le ha valido al estadio para albergar conjuntamente a los clubes Cortuluá y América como sede de sus encuentros en calidad de local y ha sido considerado primera opción por el Deportivo Cali, el Deportivo Pereira y el Deportes Quindío en tanto sus escenarios terminan de adecuarse.